# 清溪站
清溪站（朝鲜语：／ Ch'ŏnggye yŏk */?）是位于朝鮮民主主義人民共和國黄海北道凤山郡的一個鐵路車站。屬於平釜線。

## 邻近车站
平釜线
凤山站 - 清溪站 - 兴水站